# Bátonyterenye
Bátonyterenye é uma cidade da Hungria, situada no condado de Nógrád. Tem 78,92 km² de área e sua população em 2019 foi estimada em 11.829 habitantes.